# 水野猛
水野 猛（みずの たけし、1949年（昭和24年）7月 - ）は、日本の農学博士（名古屋大学）。
名古屋大学大学院生命農学研究科生物機構・機能科学専攻教授。専門分野は、分子生物学、分子遺伝学、分子微生物学、分子植物学。

## 略歴
1949年（昭和24年）、愛知県丹羽郡大口町に生まれる。1972年（昭和47年）、名古屋大学農学部農芸化学科発酵化学講座卒業。1974年（昭和49年）、名古屋大学大学院農学研究科農芸化学科発酵化学講座修士課程修了。1977年（昭和52年）、名古屋大学大学院農学研究科農芸化学科発酵化学講座博士課程修了。
博士課程修了後、三菱化成株式会社生命科学研究所勤務。ここでの勤務時代の人脈が、現在での研究活動の幅を広げることになる。三菱化成株式会社生命科学研究所を離職後、母校である名古屋大学に戻り、研究生活を送る。
ニューヨーク州立大学へ留学し、留学中の1984年（昭和59年）井上正順らと大腸菌の研究でアンチセンスRNAを発見した。
帰国後助教授に昇格、1989年（平成元年）名古屋大学農学部農芸化学科発酵化学講座の教授に就任した。
尚、水野らが大腸菌で発見したアンチセンスRNAに関する論文は、1998年に線虫（C.elegans)でアンチセンスRNAを用いRNAi現象（RNA干渉現象）を発見し、2006年にノーベル生理医学賞を受賞したアンドリュー・ファイアー教授、クレイグ・メロー教授らのノーベル賞受賞理由に関する参考文献に記載されている。

## 所属学会
- 日本農芸化学会
- 日本生化学会
- 日本分子生物学会
- アメリカ微生物学会（en:The American Society for Microbiology）

## 翻訳
- ベンジャミン ルーイン『遺伝子』翻訳：菊池韶彦・水野猛・榊佳之・伊庭英夫 東京化学同人 第8版 2006年2月 ISBN 4807906305
- Benjamin Lewin『エッセンシャル遺伝子』翻訳：菊池韶彦・榊佳之・水野猛・伊庭英夫・紅順子 東京化学同人 2007年3月 ISBN 480790650X